# Rifugio Baitone
Il rifugio Baitone è un rifugio situato nel comune di Sonico (BS), in val Camonica, a 2281 m s.l.m. Sorge nei pressi del bacino artificiale del lago Baitone, nell'alta Val Malga.

## Caratteristiche e informazioni
Il rifugio è di proprietà del comune di Sonico, mentre la sua gestione è affidata ad Alessandro Tolotti. È dotato di 90 posti letto.
Nella struttura è stato ricavato l'osservatorio faunistico del Parco Adamello.

## Accesso
Al rifugio si accede dal Put del Guat in val Malga, raggiungibile in automobile da Rino di Sonico, in circa ore 1,30. L'itinerario da seguire è il nº 13.

## Ascensioni
- Corno Baitone (3330 m). Ore 4
- Roccia Baitone (3263 m). Ore 4
- Cima Plem (3182 m). Ore 3,30
- Corno Cristallo 2988 m. Ore 2,45
- Corno delle Granate (3108 m). Ore 2,30